# Анадарко
Анадарко (англ. Anadarko) — город в США. Административный центр округа Каддо, штат Оклахома. Население — 5745 человек (2020).

## География
Анадарко расположен по координатам 35°03′53″ с. ш. 98°14′40″ з. д. (35.064780, -98.244489). Согласно Бюро переписи населения США, город имеет площадь 18,66 км², из которых 18,47 км² — суша, а 0,19 км² — водоёмы.

## Демография
| Год переписи                          | Нас. |  | %±    |
| ------------------------------------- | ---- |  | ----- |
| 1910                                  | 3439 |  | —     |
| 1920                                  | 3116 |  | −9,4% |
| 1930                                  | 5036 |  | 61,6% |
| 1940                                  | 5579 |  | 10,8% |
| 1950                                  | 6184 |  | 10,8% |
| 1960                                  | 6299 |  | 1,9%  |
| 1970                                  | 6682 |  | 6,1%  |
| 1980                                  | 6378 |  | −4,5% |
| 1990                                  | 6586 |  | 3,3%  |
| 2000                                  | 6645 |  | 0,9%  |
| 2010                                  | 6762 |  | 1,8%  |
| 2020                                  | 5745 |  | −15%  |
| 1910–2020 Десятилетняя перепись в США |      |  |       |

Согласно переписи 2010 года, в городе проживали 6762 человека в 2362 домохозяйствах в составе 1600 семей. Плотность населения составляла 362 человека/км². Было 2800 квартир (150/км²).
Расовый состав населения:
| - 48,6% — коренных американцев - 33,1% — белых - 4,7% — черных или афроамериканцев - 0,7% — азиатов - 3,2% — лиц других рас |

К двум или более расам принадлежало 9,6%. Доля испаноязычных составила 11,9% всего населения.
По возрастному диапазону население распределялось следующим образом: 30,4% — лица младше 18 лет, 57,1% — лица в возрасте 18-64 лет, 12,5% — лица в возрасте 65 лет и старше. Медиана возраста жителя составила 31,6 лет. На 100 человек женского пола в городе приходилось 92,0 мужчины; на 100 женщин в возрасте от 18 лет и старше — 86,8 мужчин также старше 18 лет.
Средний доход на одно домохозяйство составил 52 918 долларов США (медиана — 30 567), а средний доход на одну семью — 59 084 доллара (медиана — 36 982 ). Медиана доходов составляла 29 926 долларов для мужчин и 31 779 долларов для женщин. За чертой бедности находилось 35,9% человек, в том числе 45,1% детей в возрасте до 18 лет и 15,6% лиц в возрасте 65 лет и старше.
Гражданское трудоустроенное население составляло 2434 человека. Основные области занятости: образование, здравоохранение и социальная помощь — 22,2%, искусство, развлечения и отдых — 19,5%, публичная администрация — 10,2%, строительство — 9,8%.